# Enaretta acaciarum
Enaretta acaciarum är en skalbaggsart som beskrevs av Aurivillius 1925. Enaretta acaciarum ingår i släktet Enaretta och familjen långhorningar.
Artens utbredningsområde är:
- Botswana.
- Lesotho.
- Moçambique.
- Swaziland.

Inga underarter finns listade i Catalogue of Life.